# Chadrac
Chadrac és un municipi francès situat al departament de l'Alt Loira i a la regió d'Alvèrnia-Roine-Alps. L'any 2007 tenia 2.686 habitants.

## Demografia

### Població
El 2007 la població de fet de Chadrac era de 2.686 persones. Hi havia 1.152 famílies de les quals 336 eren unipersonals (136 homes vivint sols i 200 dones vivint soles), 384 parelles sense fills, 328 parelles amb fills i 104 famílies monoparentals amb fills.
La població ha evolucionat segons el següent gràfic:
Habitants censats

### Habitatges
El 2007 hi havia 1.273 habitatges, 1.164 eren l'habitatge principal de la família, 54 eren segones residències i 55 estaven desocupats. 858 eren cases i 410 eren apartaments. Dels 1.164 habitatges principals, 771 estaven ocupats pels seus propietaris, 385 estaven llogats i ocupats pels llogaters i 8 estaven cedits a títol gratuït; 11 tenien una cambra, 49 en tenien dues, 185 en tenien tres, 400 en tenien quatre i 519 en tenien cinc o més. 876 habitatges disposaven pel capbaix d'una plaça de pàrquing. A 539 habitatges hi havia un automòbil i a 495 n'hi havia dos o més.

### Piràmide de població
La piràmide de població per edats i sexe el 2009 era:
| Homes | Edats   | Dones |
| ----- | ------- | ----- |
| 0     | 95 o +  | 0     |
| 0     | 90 a 94 | 4     |
| 8     | 85 a 89 | 16    |
| 4     | 80 a 84 | 8     |
| 20    | 75 a 79 | 20    |
| 48    | 70 a 74 | 60    |
| 76    | 65 a 69 | 60    |
| 76    | 60 a 64 | 96    |
| 88    | 55 a 59 | 80    |
| 120   | 50 a 54 | 144   |
| 152   | 45 a 49 | 108   |
| 96    | 40 a 44 | 192   |
| 120   | 35 a 39 | 100   |
| 80    | 30 a 34 | 60    |
| 96    | 25 a 29 | 80    |
| 108   | 20 a 24 | 56    |
| 112   | 15 a 19 | 128   |
| 136   | 10 a 14 | 104   |
| 124   | 5 a 9   | 48    |
| 68    | 0 a 4   | 64    |

## Economia
El 2007 la població en edat de treballar era de 1.799 persones, 1.239 eren actives i 560 eren inactives. De les 1.239 persones actives 1.098 estaven ocupades (565 homes i 533 dones) i 141 estaven aturades (64 homes i 77 dones). De les 560 persones inactives 227 estaven jubilades, 165 estaven estudiant i 168 estaven classificades com a «altres inactius».

### Ingressos
El 2009 a Chadrac hi havia 1.138 unitats fiscals que integraven 2.697,5 persones, la mediana anual d'ingressos fiscals per persona era de 18.478 €.

### Activitats econòmiques
Dels 130 establiments que hi havia el 2007, 3 eren d'empreses extractives, 2 d'empreses alimentàries, 8 d'empreses de fabricació d'altres productes industrials, 15 d'empreses de construcció, 29 d'empreses de comerç i reparació d'automòbils, 11 d'empreses de transport, 6 d'empreses d'hostatgeria i restauració, 2 d'empreses d'informació i comunicació, 6 d'empreses financeres, 7 d'empreses immobiliàries, 15 d'empreses de serveis, 16 d'entitats de l'administració pública i 10 d'empreses classificades com a «altres activitats de serveis».
Dels 25 establiments de servei als particulars que hi havia el 2009, 1 era una oficina de correu, 2 oficines bancàries, 1 funerària, 2 tallers de reparació d'automòbils i de material agrícola, 2 autoescoles, 1 paleta, 4 guixaires pintors, 2 fusteries, 1 electricista, 1 empresa de construcció, 3 perruqueries, 3 restaurants, 1 tintoreria i 1 saló de bellesa.
Dels 11 establiments comercials que hi havia el 2009, 2 eren supermercats, 1 una botiga de menys de 120 m², 2 fleques, 1 una carnisseria, 1 una llibreria, 2 botigues d'electrodomèstics, 1 una botiga de mobles i 1 una floristeria.
L'any 2000 a Chadrac hi havia 6 explotacions agrícoles.

## Equipaments sanitaris i escolars
El 2009 hi havia 1 hospital de tractaments de mitja durada (seguiment i rehabilitació), 2 farmàcies i 1 ambulància.
El 2009 hi havia 1 escola maternal i 2 escoles elementals.

## Poblacions més properes
El següent diagrama mostra les poblacions més properes.